# Deák Gyula (tanár)
Deák Gyula (Döbrököz, 1872. június 17. – Budapest, 1956. június 26.) közgazdász, polgári iskolai tanár, iskolaigazgató.  

## Életútja
Előbb polgári iskolai tanári képesítést, majd a Műegyetemen közgazdaságtudományi oklevelet szerzett. Tanított Máramarosszigeten, Resicabányán, 1904-től Ungváron, majd Budapesten, 1921-től pedig Újpesten.
Tanári működésén kívül élénk irodalmi munkásságot fejtett ki. Már fiatalabb éveiben újságírással foglalkozott, egy esztendeig szerkesztette a Máramarosi Híradót, öt évig a Resicai Lapokat és 14 évig az Ungot. A Budapesti Hírlapnak és a Magyar Távirati Irodának is éveken át volt tudósítója.
Tevékeny részt vett a városi és vármegyei társadalmi és kulturális életben. Ungvárona városi képviselő-testületnek 13 éven keresztül tagja volt, ugyancsak tagja volt Ung, később Szabolcs vármegyék törvényhatósági bizottságának és Ungváron ezen bizottság legfontosabb albizottságainak.
Ungváron megszervezte a vármegyei múzeumot, titkára volt a Gyöngyösi Irodalmi Társaságnak és az Ungvármegyei Közművelődési Egyesületnek. Szerkesztette az Irodalmi Társaság Évkönyveit, amelyekben ungi vonatkozású történeti és irodalmi tanulmányokat publikált. A különböző napi, heti és szaklapokban megjelent cikkei száma mintegy ezerre tehető.
A cseh megszállás miatt el kellett hagynia Ungvárt, Budapestre menekült, és mintegy fél évig Pest vármegye királyi tanfelügyelőségénél, másfél évig pedig a kultuszminisztériumban volt előadó. 1921-től polgári iskolai felügyelő.
Hét kötet polgári iskolai tankönyvet írt Clementis Zsigmonddal. Az Ifjúsági Kézikönyvtárt Rákosy Zoltánnal együtt szerkesztette.
Külföldi tanulmányútjai során csaknem egész Nyugat-Európát beutazta. Hazai és külföldi utazásairól több könyvet is írt.
Az Orszáros Polgári Iskolai Tanáregyesületnek választmányi tagja, igazgatótanácsosa, majd főtitkára volt, később pedig a Pedagógiai Bizottságnak, valamint a budapestkörnyéki polgári iskolai igazgatók értekezletének is elnöke volt.

## Kitüntetései, elismerései
- III. osztályú Polgári Hadi Érdemkereszt

## Fontosabb művei
- Budapesti emlékeim (Máramarossziget, 1896)
- Hét országon keresztül (Ungvár, 1910)
- Polgári iskolai írótanárok élete és munkái (Budapest, 1942)